# Knowledge Graph

Дані Knowledge Graph про Томаса Джеферсона на Google Search, в січні 2015

Knowledge Graph — семантична технологія і база знань, яка використовується Google для підвищення якості своєї пошукової системи інформацією, зібраною з різних джерел. Інформація відображається користувачам в табличці поруч з результатами пошуку. Knowledge Graph був доданий в пошукову систему Google в травні 2012 року, спочатку в США, а до кінця року і по всьому світу. Об'єм інформації доступної через Knowledge Graph значно зріс від часу запуску, збільшившись втричі лише за перших 7 місяців (покривав 570 мільйонів сутностей і 18 мільярдів фактів) і відповідав на «приблизно третину» зі 100 мільярдів пошукових запитів які Google обробив в травні 2016. Knowledge Graph критикували за те що він дає відповіді без посилання на джерела.
Інформація з бази Knowledge Graph надається як таблиця, яку Google називав «панель знань» (англ. "knowledge panel"), справа від (а на мобільних зверху над) результатами пошуку. За словами Google, інформацію отримано з багатьох джерел, включаючи CIA World Factbook, Freebase та Вікіпедію. В жовтні 2016, Google оголосили що Knowledge Graph містив понад 70 мільярдів фактів. Офіційні дані про те яка технологія використовується для реалізації Knowledge Graph відсутні.
Інформація з Knowledge Graph використовується щоб відповідати на усні запитання в Google Assistant та Google Home.

## Зноски
1. 1 2  Singhal, Amit (16 травня 2012). Introducing the Knowledge Graph: Things, Not Strings. Google Official Blog. Архів оригіналу за 1 травня 2019. Процитовано 6 вересня 2014.
2. ↑  Newton, Casey (4 грудня 2012). Google's Knowledge Graph tripled in size in seven months. CNET. CBS Interactive. Архів оригіналу за 29 серпня 2018. Процитовано 10 грудня 2017.
3. ↑  Your business information in the Knowledge Panel. Google My Business Help. Google. Архів оригіналу за 20 квітня 2017. Процитовано 10 грудня 2017.
4. ↑  Schwartz, Barry (17 грудня 2014). Google's Freebase To Close After Migrating To Wikidata: Knowledge Graph Impact?. Search Engine Roundtable. Архів оригіналу за 10 грудня 2017. Процитовано 10 грудня 2017.
5. ↑  Vincent, James (4 жовтня 2016). Apple boasts about sales; Google boasts about how good its AI is. The Verge. Vox Media. Архів оригіналу за 10 грудня 2017. Процитовано 10 грудня 2017.
6. ↑  Ehrlinger, Lisa; Wöß, Wolfram (2016). Towards a Definition of Knowledge Graphs (PDF). Архів оригіналу (PDF) за 19 серпня 2019. Процитовано 13 серпня 2019.
7. ↑  Lynley, Matthew (18 травня 2016). Google unveils Google Assistant, a virtual assistant that’s a big upgrade to Google Now. TechCrunch. Oath Inc. Архів оригіналу за 26 січня 2021. Процитовано 10 грудня 2017.
8. ↑  Kovach, Steve (4 жовтня 2016). Google is going to win the next major battle in computing. Business Insider. Axel Springer SE. Архів оригіналу за 10 грудня 2017. Процитовано 10 грудня 2017.
9. ↑  Bohn, Dieter (18 травня 2016). Google Home: a speaker to finally take on the Amazon Echo. The Verge. Vox Media. Архів оригіналу за 15 грудня 2017. Процитовано 10 грудня 2017.